# 潭口河
潭口河（又名小河、县河、尖山河），是中国长江流域汉水水系的一条河流，汇入堵河。河长91千米，流域面积1535平方千米，多年平均流量29立方米每秒。自然落差693米。水能理论蕴藏量4万千瓦。